# Abelisauria
Abelisauria (Abelisauria hay Abelisauroidea) là một nút phát sinh loài trong Neotheropoda. Một số loài khủng long nổi tiếng của nhóm này bao gồm Abelisauridea Abelisaurus, Carnotaurus và Majungasaurus.
Abelisaurs phát triển mạnh ở Nam bán cầu trong kỷ Phấn trắng, nhưng nguồn gốc của chúng có thể bắt đầu ít nhất từ Trung Jura, khi mà chúng phân bố trên quy mô toàn cầu (những loài abelisaur được biết đến đầu tiên tìm thấy ở Australia và Nam Mỹ có niên đại vào khoảng 170 triệu năm trước). Vào kỷ Phấn trắng, abelisaurs đã gần như tuyệt chủng ở châu Á và Bắc Mỹ, có thể là do sự cạnh tranh từ tyrannosaurs. Tuy nhiên, hậu duệ của abelisaurs trong họ Abelisauridae vẫn tiếp tục tồn tại ở các lục địa phía Nam cho đến khi sự kiện tuyệt chủng kỷ Creta-Paleogen diễn ra vào 66 triệu năm trước đây.

## Phân loại
- Siêu họ Abelisauroidea
  - Berberosaurus
  - Betasuchus
  - Eoabelisaurus
  - Ozraptor
  - Nút Abelisauria[3]
    - Họ Noasauridae
    - Họ Abelisauridae